# 얼티미트땃쥐
얼티미트땃쥐(Crocidura ultima)는 땃쥐과에 속하는 포유류의 일종이다. 케냐에서 발견된다. 자연 서식지는 아열대 또는 열대 습윤 산지 숲이다. 서식지 감소로 멸종 위협을 받고 있다.